# دنیس لری
دنیس کالین لری (به انگلیسی: Denis Colin Leary) (زاده ۷ فوریه ۱۹۵۷) بازیگر آمریکایی است.
از فیلم‌های معروف او می‌توان به فیلم مرد عنکبوتی شگفت‌انگیز اشاره کرد. وی در سری انیمیشن های عصر یخبندان صدا پیشه شخصیت دیگو بوده‌است.    

## گزیدهٔ نقش‌آفرینی‌ها
- عصر یخبندان
- ذوب
- ظهور دایناسورها
- رانش قاره‌ای
- دوره برخورد
- دنیای مردگان
- مرد عنکبوتی شگفت‌انگیز
- ماسه
- مشکل دوچندان
- کتاب مقدس نئونی
- سربازان کوچک
- جرم درست
- مرد خرابکار
- بازشماری
- شب داوری
- رف
- روز عضوگیری
- قلب‌های ربوده‌شده
- اسلحه پر ۱
- قایق دریاچه
- عشق وارد شد